# Ferdinand Joachimsthal

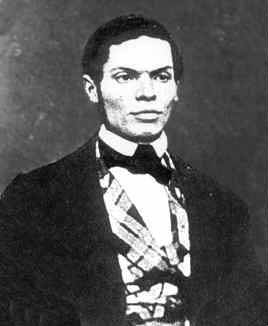
Ferdinand Joachimsthal

Ferdinand Joachimsthal (* 9. März 1818 in Goldberg, Provinz Schlesien; † 5. April 1861 in Breslau) war ein deutscher Mathematiker.

## Leben
Joachimsthal ging in Liegnitz auf das Gymnasium, wo Ernst Eduard Kummer sein Mathematiklehrer war. Ab 1836 studierte er Mathematik an der Universität Berlin unter anderem bei Dirichlet und Jakob Steiner. Von 1838 an war er Student an der Universität Königsberg bei Carl Gustav Jacobi und Friedrich Wilhelm Bessel und an der Universität Halle, an der er 1840 promoviert wurde. Ab 1844 unterrichtete er an der Königlichen Realschule in Berlin. 1845 habilitierte er sich in Berlin (De curvis algebraicis) und lehrte danach auch an der Universität Berlin. Seit 1847 war er am Französischen Gymnasium, an dem er 1852 Professor wurde. 1850 habilitierte er sich ein zweites Mal in Breslau. 1853 wurde er Professor in Halle und 1855 als Nachfolger von Kummer Professor an der Universität Breslau.
Er befasste sich mit Differentialgeometrie und analytischer Geometrie insbesondere von Flächen (zum Beispiel Normale auf Quadriken) und war für die hohe Qualität seiner Vorlesungen bekannt, von denen zwei postum als Bücher herausgegeben wurden.

## Schriften
- Elemente der analytischen Geometrie der Ebene. (Herausgeber Oswald Hermes). Reimer, Berlin 1863, Digitalisat, (2. Auflage ebenda 1871).
- Anwendung der Differential- und Integralrechnung auf die allgemeine Theorie der Flächen und der Linien doppelter Krümmung. (Herausgeber Heinrich Karl Liersemann). Teubner, Leipzig 1872, Digitalisat.